# Ray (cantante)
Ray, pseudonimo di Reika Nakayama (中山 怜香?, Nakayama Reika; Sapporo, 14 ottobre 1990), è una cantante J-pop giapponese.

## Biografia
Ray è nata a Sapporo e cresciuta a Otaru, Hokkaidō. Inizialmente ha lavorato come idol, esibendosi ad audizioni per cantanti sponsorizzati da Avex e Usen denominate a-motion2007 e pubblicandoun DVD chiamato Peach Collection e un secondo DVD chiamato Pure Smile nel 2008. Ha provato a vincere al All-Japan Anime Song Grand Prix nel 2010 e ha prodotto cover di vari brani sotto lo pseudonimo Clione (クリオネちゃ?).
Ha debuttato come cantante nel 2012, interpretando la sigla di apertura "Sign" per l'anime Ano natsu de matteru. Il suo secondo singolo "Rakuen Project" (楽園PROJECT?, lett. "Progetto paradiso") è stato pubblicato il 24 ottobre 2012 ed è stato utilizzato come sigla di apertura nella prima stagione della serie televisiva animata To Love-Ru Darkness. Un terzo singolo intitolato "Recall" è stato pubblicato il 6 febbraio 2013 ed è stato usato come tema di chiusura alla serie anime Amnesia dello stesso anno.
Con un post pubblicato sul proprio blog ufficiale il 25 gennaio 2017, Ray ha annunciato il proprio ritiro dalla carriera musicale per occuparsi di non meglio specificate nuove attività.